# Ирина Асень
Ирина Асень (болг. Ирина Асенина, Ирина Кантакузина (греч. Ειρήνη Καντακουζηνή)) — жена византийского императора Иоанна VI Кантакузина. Во время гражданской войны, в которой её муж принимал участие, показала себя как крупный политический деятель и организатор в один из сложных периодов византийской истории. Несколько раз успешно организовывала оборону крепостей (в том числе в 1348 году — оборону Константинополя от генуэзцев). В религиозных распрях того времени была сторонницей Григория Паламы и исихастов, которые поддерживали её мужа в гражданской войне. После отречения своего мужа приняла постриг с монашеским именем Евгения.

## Происхождение
Являлась дочерью Андроника Асена и его супруги Тарханиотисы. По отцовской линии Ирина являлась внучкой болгарского царя Ивана Асена III и Ирины Палеологины, дочери византийского императора Михаила VIII Палеолога и Феодоры Дукини Ватацы. По материнской линии Ирина являлась внучкой Михаила Дуки Тарханиота и Марии Дуки Комнины Палеолог Вранины. Таким образом, Ирина одновременно являлась членом самых влиятельных византийских семей — Дук, Палеологов и Комнинов, а также болгарского царского дома Асенов. Последняя часть имени её бабушки по материнской линии, кроме того, указывает на её принадлежность к семье Врана, родословная которой плохо известна, но которая дала Византии несколько знаменитых полководцев, таких как Алексей Врана и Феодор Врана. У неё была сестра: Елена Асень
Её братьями были:
- Мануил Комнин Рауль Асень — полководец, позже стратег в Дидимотики (1342) и губернатор Визы (1344). Был женат на Анне Комнине Дукине Палеологине Синадине, дочери Фёдора Комнина Дуки Синандина Палеолога и Евдокии Музакианы.
- Иоанн Асень — полководец. Губернатор Меленикона (1342) и Морха (1343). Был женат на дочери Алексея Апокавка.

## Брак
Вышла замуж за Иоанна VI Кантакузина. В браке родилось шестеро детей:
- Матфей Кантакузин (ок. 1325 года — 24 июня 1383 года), соимператор в 1353—1357 годах, позже деспот в Морее.
- Мануил Кантакузин (ок. 1326 года — 10 апреля 1380 года), деспот в Морее.
- Мария Кантакузина (ум. после 1379 года), вышедшая замуж за Никифора II Орсини, правителя Эпира.
- Феодора Кантакузина (ум. после 1381 года), вышедшая замуж за османского султана Орхана I.
- Елена Кантакузина (1333 год — 10 декабря 1396 года), вышедшая замуж за императора Иоанна V Палеолога.
- Андроник Кантакузин (ок. 1334 года — 1347 год). Последний ребенок в браке. По всей видимости, умер во время эпидемии чумы.

## Биография
Родилась в начале XIV века и свою молодость вместе с братьями провела, вероятно, в Константинополе. В 1318 году она была выдана замуж за Иоанна Кантакузина, молодого и богатого византийской дворянина, который был близким другом и сверстником Андроника III Палеолога. После свадьбы они переехали в Галлиполи, где жили в родовом поместье Кантакузинов.

### Восстание золотой молодёжи
В 1320 году император Андроник II Палеолог принял решение лишить права престолонаследия своего внука Андроника III, что привело к негодованию части византийской знати во главе с мужем Ирины Иоанном Кантакузином. В 1321 году к повстанцам присоединился и сам Андроник III, который к этому моменту бежал из Константинополя. В результате гражданской войны победу одержали сторонники Андроника III, который в мае 1328 года вынудил деда отречься от престола. Иоанн Кантакузин отверг предложение стать соправителем своего друга и получил титул Великого доместика.
Во время войны в отсутствие своего мужа Ирина с матерью Иоанна Кантакузина Феодорой с успехом управляли Галлиполи и Димотикой и обеспечивали материально-техническую поддержку повстанцев. В это время она родила сыновей Матфея (1325 год) и Мануила (1326 год).

### Смерть Андроника III и новая гражданская война
В 1341 году скончался император Андроник III. На престол взошёл его девятилетний сын Иоанн V Палеолог, регентом при нём стал лучший друг Андроника и его соратник Иоанн Кантакузин. Вскоре разгорелся конфликт между матерью малолетнего императора Анной Савойской и регентом Иоанном Кантакузином. При поддержке Алексея Апокавка, воспользовавшись отсутствием Иоанна Кантакузина в Константинополе, Анна свергает его и провозглашает регентами себя и константинопольского патриарха Иоанна Калеку.
Однако часть византийской знати принимает сторону Иоанна Кантакузина и октябре 1341 года в Дидимотике провозглашает Иоанна Кантакузина императором и соправителем Иоанна V Палеолога, что приводит к началу новой гражданской войны в Византии (1341—1347). Чтобы придать своим действиям больше легитимности, Кантакузин не стал посягать на официальное отстранение от престола Иоанна V Палеолога и Анны Савойской. В своих грамотах он извещал население, что борется против «дурного» окружения императорской семьи, прежде всего — против Апокавка.
Иоанн вновь покидает Ирину, оставляя её в Дидимотике, а сам отправляется в Фессалонику, где к власти приходят поддерживающие Анну Савойскую зилоты. После неудачи под Фессалоникой он отправляется в Сербию, где ему удается ненадолго получить поддержку Стефана Душана. Два старших сына Иоанна и Ирины (Матфей и Мануил) сопровождают в походах своего отца, в то время как младшие дети (Андроник, Мария, Феодора и Елена) во время переворота оказались в Константинополе и двое из них вместе со своей бабушкой (матерью Иоанна Кантакузина) Феодорой были брошены в тюрьму, где вскоре Феодора и умерла.
В отсутствие Иоанна Кантакузина его противники попытались взять Дидимотику, но Ирина вместе со своим братом Мануилом смогла организовать оборону города. В течение двухлетнего отсутствия Иоанна в городе Ирина стала самостоятельно искать поддержку у болгар и турок. Вначале она обратилась с просьбой о помощи к болгарскому царю Иван-Александру, обещая передать ему город, если её супруг не вернётся из Сербии. Соблазненный предложением Ирины Иван-Александр написал письмо своей сестре Елене и её мужу Стефану Душану, в котором настаивал на захвате или убийстве их гостя, но Душан и Елена с возмущением отклонили предложение болгарского царя. В конце концов поддержку Ирине оказал союзник её мужа айдынский эмир Умур.
В результате боевых действий Иоанн Кантакузин при помощи своих союзников османов смог поставить под свой контроль большую часть Византийской империи. Удача способствовала ему и на политическом фронте — 21 октября 1346 года в Адрианополе он был коронован иерусалимским патриархом. После этого Иоанн возложил корону на голову своей жены Ирины Асень, провозгласив её императрицей. Одновременно собор преданных Кантакузину епископов, собравшийся в Адрианополе, низложил патриарха Иоанна Калеку.
Всего через месяц после коронации дочь Ирины Феодора с целью укрепления союза с турками была в Силимбрии выдана замуж своим отцом за османского эмира Орхана I. Феодора, несмотря на многочисленные попытки перевести её в ислам, сохранила свою православную веру и после смерти Орхана в 1362 году вернулась в Константинополь.

### Императрица
Гражданская война была завершена в феврале 1347 года, когда Иоанн Кантакузин победителем вошёл в Константинополь. По соглашению, заключенному между ним и Анной Савойской, в течение следующих десяти лет он должен был править в качестве регента пятнадцатилетнего Иоанна V Палеолога, а затем как его соправитель. Договор был скреплён браком одной из дочерей Иоанна Кантакузина и Ирины Асень, тринадцатилетней Елены Кантакузины, и Иоанна V Палеолога.
13 мая 1347 года константинопольским патриархом была проведена повторная коронация Иоанна Кантакузина и Ирины Асень. Месяц спустя была сыграна свадьба Елены Кантакузин и Иоанна V Палеолога.
Однако соглашением остался недоволен старший сын Иоанна Кантакузина и Ирины Асень, Матфей Кантакузин. Он полагал, что Иоанн Кантакузин должен был объявить его своим наследником на императорском троне. Конфликт предотвратила Ирина Асень, в конце 1347 года посетившая своего сына в Адрианополе и договорившаяся о передаче ему больших поместий во Фракии во владение. Вернувшись в Константинополь, она узнала печальную весть о гибели своего младшего сына от свирепствовавшей тогда эпидемии чумы.
Летом следующего года Иоанн Кантакузин отправился в военных поход против болгар и передал Ирине Асень управление Константинополем. Отсутствием императора попытались воспользоваться генуэзцы из Галаты, чтобы навязать свою волю Византии и пресечь попытки императора возродить византийский флот. В августе 1348 года они переплыли через Золотой Рог и сожгли все византийские суда. Ирина решительно отказалась вести с ними переговоры и при помощи своего сына Мануила и зятя Никифора (мужа Марии) воспрепятствовала их попыткам проникнуть в город. Её решимость при попытках шантажа со стороны генуэзцев сплотила жителей города на защиту Константинополя.
Давление генуэзцев не увенчалось успехом, и их шантаж был отклонён и самим Иоанном Кантакузином, который в октябре 1348 года вернулся в столицу. Однако в следующем году генуэзцы повторили нападение и уничтожили новую партию только что построенных византийских судов. Византия была вынуждена признать поражение.
В это время Иоанн Кантакузин решает создать новую державу на окраине Византийской империи и передать её под управление своего сына Мануила. На византийских территориях на Пелопоннесе, отделённых от метрополии Ахейским княжеством, он создаёт Морейский деспотат и передаёт его под управление своего сына Мануила. Значение деспотата было показано в XV веке, когда он стал последним оплотом умирающей под натиском османов Византийской империи. Значение этой державы становится ещё более значительным, если иметь в виду, что она на семь лет пережила саму Византию, а дочь последнего морейского деспота Фомы Палеолога Софья своим выходом замуж за московского князя Ивана III в некотором роде продлила жизнь Византии, так как её муж провозгласил Русское царство и перенял дворцовые церемонии и символы Византийской империи.
Вскоре после этого Ирина в сопровождении трех епископов вновь вступает в переговоры со своим сыном Матфеем для того, чтобы убедить его воздержаться от повторного требования на наследование византийского престола. Но на этот раз её миссия не имела успеха, и между её сыном Матфеем Кантакузином и Иоанном V Палеологом разразилась война на право наследования после Иоанна Кантакузина. Сын Ирины добился больших успехов в конфликте и вытеснил Иоанна V Палеолога на остров Тенедос. Укрывшийся на острове Иоанн, воспользовавшись отсутствием в Константинополе Иоанна Кантакузина, с помощью своего флота попытался захватить столицу, но Ирина вновь организовала успешную оборону города и нападение было отбито. Возмущенный нарушением договоренностей 1347 года Иоанн Кантакузин в 1352 году провозглашает своего сына Матфея своим соправителем и единственным и законным наследником. Но только в феврале 1354 года Матфей был официально коронован церковью как соимператор своего отца.

Спустя месяц после коронации Матфея случилось событие, навсегда изменившее ход истории на Балканском полуострове. Союзника Иоанна Кантакузина, османы, переплыли Дарданеллы и заняли Галлиополи, ставший их опорной базой их экспансии на Балканы. Первой жертвой этого события стал сам Иоанн Кантакузин, лишившийся поддержки народа и знати. В ночь с 21 на 22 ноября прибывший с Тенедоса Иоанн V Палеолог вступил в Константинополь, где был встречен как настоящий царь. Кантакузин признал своё поражение и 10 декабря 1354 года официально отрёкся от императорского титула и принял монашеский постриг, под именем Иоасаф удалившись в константинопольский монастырь Святого Георгия в Мангани. Ирина поддерживает решение своего мужа и 11 декабря покидает двор и уходит в монастырь Святой Марты под именем Евгения. В то же время именно ей приписывают слова, сказанные своему мужу:
Если бы   я некогда обороняла Дидимотику, как вы обороняли Константинополь, мы бы уже двенадцать лет спасали бы наши души!

### Монахиня Евгения
Её старший сын Матфей и на этот раз не согласился с договором своего отца и Иоанна V Палеолога и решил продолжить борьбу. Он пытался склонить на свою сторону и мать, но она отказалась от участия в дальнейших заговорах. В конце концов Матфей был захвачен союзными Иоанну Палеологу сербами и выдан императору, но после отказа от претензий на императорский престол был помилован им.
Кантакузины (Иоанн, Ирина и Матфей) оставались в столице до 1361 года, когда переселились в Морейский деспотат, к сыну Мануилу, спасаясь, видимо, от новой волны эпидемии чумы, прокатившейся по столице. Годы спустя, в конце жизни, супруги вернулись в Константинополь, где встретили конец своей жизни.
Неизвестно, когда умерла Ирина Асень. Исторические документы апреля 1363 года по-прежнему описывают её как живую, но к 1379 году она уже умерла, потому что не упоминается среди заключенных во время восстания Андроника IV (1373-1379).

## В культуре
Ирина стала персонажем романа Дмитрия Балашова «Ветер времени» из цикла «Государи Московские».